# 奧克蘭競技場
奧克蘭競技場（英語：Oakland Coliseum），或僅稱為「競技場」（The Coliseum），是一座位於美國加州奧克蘭南部的多用途運動場，可供美式足球、棒球和足球等比賽使用。

## 概要
它和鄰接的甲骨文體育館共同組成舊金山灣區最大的體育園區。在Overstock.com以該公司的短網址命名的「O.co Coliseum」冠名合約於2016年到期後恢復為原名。在這之前曾經使用過的名稱為1998至2004年間的「Network Associates Coliseum」、2004至2008年間的「McAfee Coliseum」和2008至2020年11月間的「Oakland–Alameda County Coliseum」。2019年5月14日，鈴盛軟體公司獲得球場命名權。競技場也在2020年12月被改名為鈴盛競技場。
2023年4月1日，該球場與鈴盛公司終止合約，球場也改回原名奧克蘭競技場。
在Avaya体育场於2015年建成之前，足球大聯盟的聖荷西地震隊當預期觀眾人數較多時，亦會使用本場作為主場。
運動家隊於2017年4月3日球季開幕戰前，為了表揚前運動家球星及美國棒球名人堂成員瑞奇·韓德森，把競技場內棒球比賽場地命名為瑞奇·韓德森球場 (Rickey Henderson Field)。
美國職棒大聯盟奧克蘭運動家隊在1968年遷入奧克蘭之後，一直以此做為主場，但由於場地老舊，2006年起球團即開始於舊金山灣區尋找土地準備新建球場，但歷經波折之後，運動家總裁戴夫·卡瓦（Dave Kaval）於2023年4月20日宣佈將投資10億美金在內華達州拉斯維加斯購入土地，新建屋頂可開闔式球場，最快於2027年將球隊主場遷至新球場。2024球季結束後到拉斯維加斯新球場完工前，運動家計劃將主場暫遷移到薩克拉門托的薩特健康球場（Sutter Health Park）2至3年。

## 交通
在舊金山灣區各大型運動場地當中，即以奧克蘭-阿拉米達郡競技場的交通最為方便。灣區捷運設有奧克蘭競技場站，美國國鐵首府通道亦於同處設競技場站以方便轉乘，舊金山半島和東灣各城鎮可由捷運到達，聖荷西地區則可搭乘首府通道列車。競技場位於880號州際公路旁，自行開車亦相當方便。

## 在此締造的記錄
- 1968年5月8日：奧克蘭運動家投手吉姆·「鯰魚」·漢特（英语：Catfish Hunter）投出完全比賽，這是運動家隊史上的首場完全比賽。運動家最後以4:0擊敗明尼蘇達雙城。
- 2010年5月9日：奧克蘭運動家投手達拉斯·布萊登投出運動家隊史上第二場完全比賽。運動家最後以4:0擊敗坦帕灣光芒。

## 外部連結
- 奧克蘭-阿拉米達郡競技場官方網站 （页面存档备份，存于）